# Société zoologique de Londres

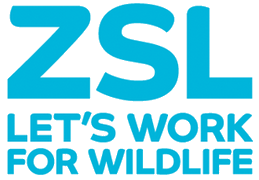

La société zoologique de Londres (Zoological Society of London ou ZSL) est une société savante de zoologie fondée en avril 1826 par Sir Thomas Stamford Raffles (1781-1826) et par d’autres naturalistes renommés comme Lord Auckland (1784-1849), Sir Humphry Davy (1778-1829), Joseph Sabine (1770-1837), Nicholas Aylward Vigors (1785-1840). Le but de la société est d’étudier les animaux de façon comparative.

## Histoire
C’est Raffles qui en est son premier président mais meurt peu de temps après sa nomination, en juillet 1826. Le marquis de Lansdowne (1780-1863), qui lui succède, obtient de la couronne britannique l'attribution d'une parcelle à Regent's Park pour un loyer symbolique afin d'y installer le Zoo de Londres. Il dirige la construction des premiers bâtiments de la Society. La société reçoit une charte royale de George IV le 27 mars 1829.
Elle fonde en 1830 la revue Journal of Zoology. En avril 1828, le jardin de la société zoologique est ouvert aux membres. En 1831, Guillaume IV offre la ménagerie royale à la société zoologique et en 1847, le public est admis, l’entrée étant payante. Les londoniens surnommèrent rapidement les jardins le « Zoo ». Aujourd’hui, celui-ci abrite la plus grande collection d’animaux vivants du monde.

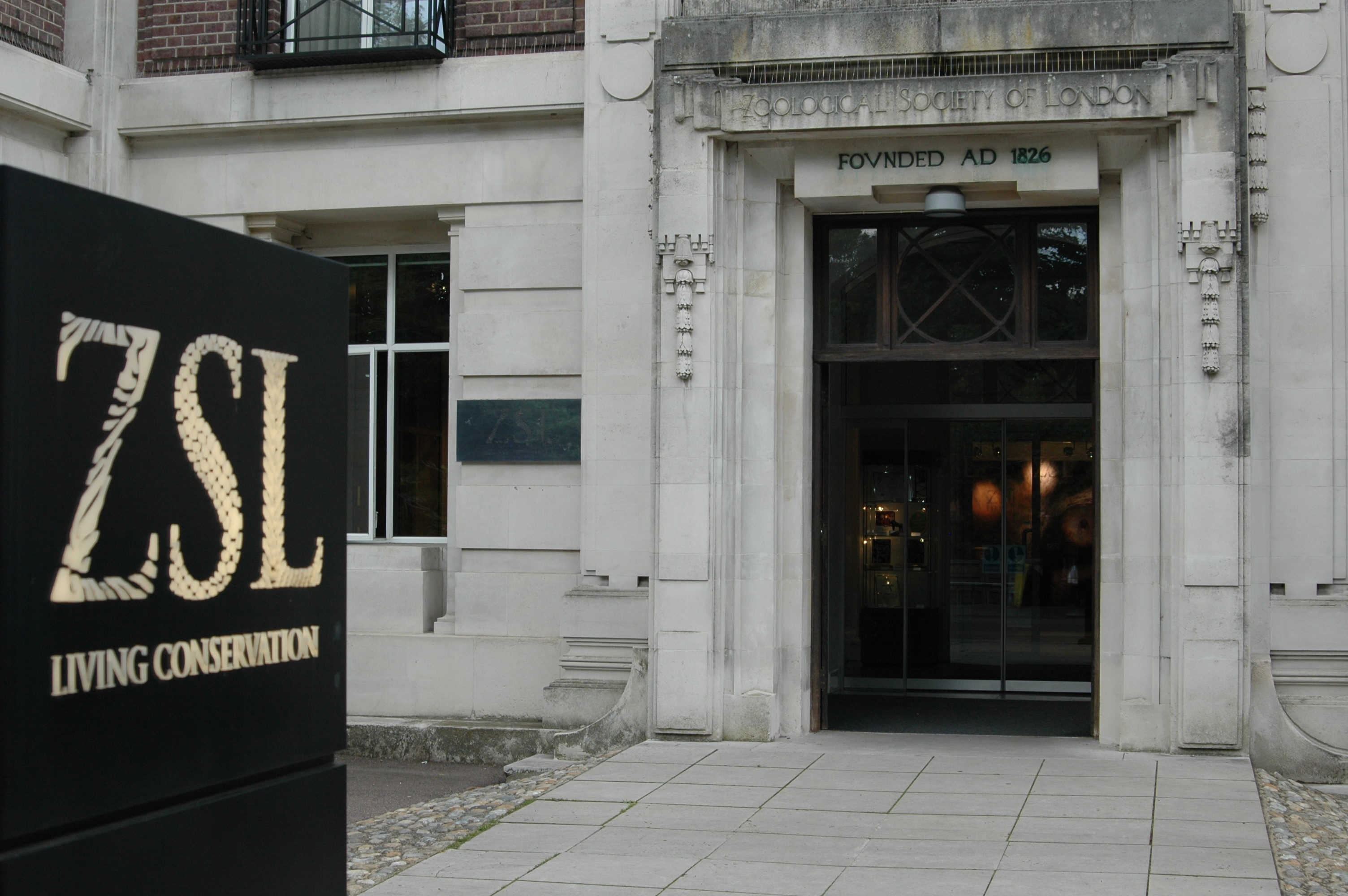
Entrée du bâtiment principal.

La société, organisme sans but lucratif, a une audience internationale et œuvre dans la recherche scientifique, la conservation de l’environnement et la vulgarisation. La Société dirige les recherches du zoo de Londres et du zoo de Whipsnade faites par l’Institut de zoologie.
Pendant quatre jours (du 26 au 29 août 2005), le Zoo de Londres a accueilli des pensionnaires humains sur la montagne aux ours. Cette initiative visait à prouver « l'appartenance de l'homme au genre animal » et « montrer que sa prolifération est un véritable fléau pour les autres espèces ».

## Institut de zoologie
L'Institut de zoologie est l'organisme de recherche scientifique de la ZSL.

## Parcs zoologiques
La Société dirige le zoo de Londres et le zoo de Whipsnade (Bedfordshire).

## Publication
La ZSL édite quatre revues scientifiques : Journal of Zoology (une des principales revues mondiales traitant de zoologie), Animal Conservation (revue traitant de conservation des espèces animales et de leurs habitats), International Zoo Yearbook (revue traitant du rôle des parcs zoologiques dans la conservation de la biodiversité des espèces et des habitats) et Remote Sensing in Ecology and Conservation (revue en libre accès traitant de télédétection en écologie et en conservation).

## Liste des membres
- Vous pouvez consulter ici la liste des membres de la société zoologique de Londres. On retrouve souvent, dans la littérature anglo-saxonne, l'abréviation FZS signifiant Fellow of Zoological Society (membre de la Société zoologique).

## Liste des présidents
La présidence a été occupée par les personnalités suivantes :
- Sir Stamford Raffles (1826)
- Henry Petty-Fitzmaurice (1827–1831)
- Edward Smith-Stanley (1831–1851)
- Albert de Saxe-Cobourg-Gotha (1851–1862)
- Sir George Clerk (1862–1867)
- Arthur Hay (1868–1878)
- William Henry Flower (1879–1899)
- Herbrand Russell (1899–1936)
- Richard Onslow (1936–1942)
- Henry Gascoyne Maurice (1942–1948)
- Edward Cavendish (1948–1950)
- Alan Brooke (1950–1954)
- Arthur Landsborough Thomson (1954–1960)
- Philip Mountbatten (1960–1977)
- Solly Zuckerman (1977–1984)
- William MacGregor Henderson (en) (1984–1989)
- Avrion Mitchison (1989–1992)
- John Chapple (1992–1994)
- Martin Holdgate (en) (1994–2004)
- Patrick Bateson (2004–2014)
- John Beddington (depuis 2014)